# Colle d'os

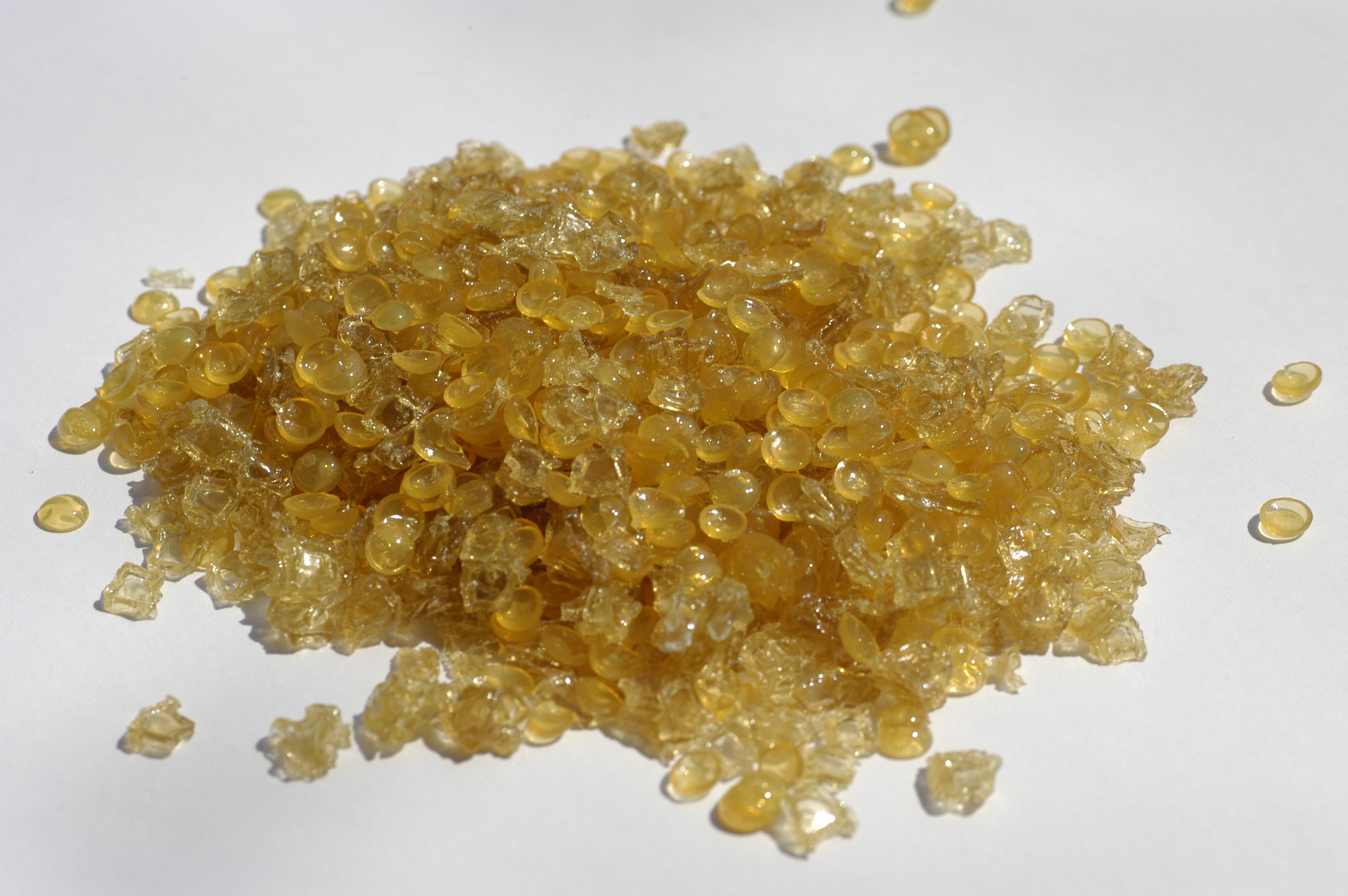
Colle d'os avant préparation.

La colle d'os est une colle d'origine animale utilisée dans le travail du bois. Il s'agit, avec les colles de nerfs et de peaux, d'une des colles de gélatine traditionnelles utilisées en ébénisterie, en marqueterie et en lutherie.

## Histoire
Les Égyptiens de l'Antiquité utilisaient de la gélatine d'os pour le collage du bois. Un document daté de 1470 av. J.-C. décrit la fabrication de la colle d'os dans la construction du mobilier,.

## Propriétés chimiques
Le principe de collage des colles d'os se fonde sur les propriétés chimiques des matières azotées.
Parmi les colles d'origine naturelle, on distingue deux grandes catégories : les colles de gélatine et les colles de caséine. Tandis que la gélatine est protidique, la caséine n'est constituée que de protéines incomplètes. Les colles animales étant gélatineuses, elles sont également beaucoup plus perméables que les colles caséiques et résistent donc beaucoup moins bien à l'humidité. Pour la colle d'os, la gélatine est issue des collagènes contenus dans les os. Leur extraction se fait de manière modérée par action prolongée de l'eau bouillante, ce qui permet d'éviter la destruction du composé. 

### Colle aqueuse et solubilité
Les colles d'os présentent, comme les autres colles gélatineuses deux grandes propriétés physico-chimiques. 
- Ce sont des colles aqueuses, contenant jusqu'à une masse de 200 % d'eau lors du collage par rapport à la masse de la colle sèche. On parle de collage physique car la cohésion n'est réellement établie qu'après évaporation totale de l'eau. Cela impose donc un temps de séchage complet relativement long et peut susciter des difficultés pour des collages de grandes dimensions.
- Ce sont des colles solubles dans l'eau (leur solvant originel étant déjà l'eau) et sont donc très sensibles à l'humidité et aux attaques des micro-organismes voire des insectes[3].

### Types de gélatine
On considère assez fréquemment qu'il existe deux grands types de gélatines dont les utilisations divergent. 
- La gélatine inférieure est généralement utilisée pour les colles, et parfois comme ingrédient alimentaire.
- La gélatine supérieure n'est utilisée que pour les colles animales de très bonne qualité. Pour optimiser les propriétés de la colle, on peut lui adjoindre des additifs tels que la glycérine (assouplissant) ou bien la dextrine (durcisseur).

La gélatine étant active à chaud, cette dernière impose le chauffage de la colle d'os avant application sur les parties à encoller[source insuffisante].

## Fabrication
La fabrication de colle d'os peut être réalisée de deux manières différentes, selon la taille des os.

### Colle d'os issue de petits os
- Les os sont réduits en poudre.
- Puis on ajoute de l'eau et on porte à ébullition pendant douze heures.
- Le mélange est mis au repos puis soutiré.
- L'eau est évaporée et la colle est moulée en forme de petites billes solides telles que nous les connaissons.

### Colle d'os issue des os de grande surface
Cette méthode s'applique à des os de plus grande dimension tels que les os de tête.
- Les os sont trempés dans un bain d'acide chlorhydrique pendant une dizaine de jours ; ils se dissolvent totalement.
- Le bain d'acide est remplacé par une solution hypochlorique pendant vingt-quatre heures.
- Les dernières traces d'acides sont éliminées par lavage à l'eau claire.
- La matière restante subit un moulage analogue à celui des petits os[5].

## Particularités
La colle d'os présente de nombreuses particularités qui permettent aisément de la séparer des colles modernes.
- La réversibilité à la chaleur est la particularité la plus utilisée en ébénisterie et en lutherie. En effet, les objets conçus avec une telle colle peuvent être restaurés sans risque, il suffit de chauffer le joint à une température avoisinant les 70 °C pour que la colle se défasse. Cela constitue un avantage majeur pour la restauration de meubles anciens ou d'instruments de musique abîmés: le collage est réversible à l'infini, contrairement aux colles plus modernes (vinylique, époxy, cyanoacrylate, néoprène etc) dont la prise chimique est irréversible.
- La souplesse est une des caractéristiques qui différencie fondamentalement la colle d'os de celle de nerf. En effet, tandis que la colle d'os est très cassante, la colle de nerfs s'adapte très bien aux variations tridimensionnelles du bois et se voit donc utilisée en particulier pour des traitements de surface. Il est fréquent d'ajouter de la colle de nerf à de la colle d'os pour modifier les propriétés du collage. La colle d'os est alors utilisée comme durcisseur.
- La superposabilité permet aux colles d'os de se recouvrir elles-mêmes (les couches en contact se collent entre elles), ce qui n'est pas le cas des colles vinyliques[6].
- Le traitement d'épaisseur permet d'utiliser la colle d'os pour combler des assemblages imparfaits.
- Le temps de prise court facilite l'emploi de ce type de colles.
- L'élasticité de la colle permet de suivre le degré d'hygrométrie du bois et donc d'éviter les fissures[7].

## Utilisation
La colle d'os se présente sous forme de billes d'une couleur jaune orangé.
La colle d'os étant trop dure et cassante, il est d'usage de la mélanger avec de la colle de nerf à raison de 75 % d'os et 25 % de nerfs.
Pour l'utilisation, les billes doivent être préalablement immergées dans de l'eau pendant une dizaine d'heures. La préparation proprement dite se fait au bain-marie. La colle doit être chauffée pendant cinq à six heures avant utilisation, en continu ou en fractionné. Celle-ci doit avoir une apparence liquide, mais relativement visqueux, proche d'une béchamel.  

### Anecdote
La forme du moulage, l'animal et la ville d'origine des colles d'os participent souvent à la dénomination du produit. Ainsi, on parle volontiers de colle en plaques, ou en perles, de colle de Paris, de colle de Lyon ou de colle de Givet. 